# Michel Rouche
Michel Rouche (* 30. Mai 1934 in Paris; † 5. Dezember 2021 ebenda) war ein französischer Mediävist, spezialisiert auf die Geschichte Galliens im Übergang von der Spätantike ins Frühmittelalter.

## Werdegang
Seine Schulbildung erfolgte am Lycée Pierre-d’Ailly in Compiègne. Er promovierte 1976 und hat an der Universität Lille III von 1969 bis 1989 gelehrt. Dann wechselte er an das Institut catholique de Paris und an die Sorbonne. Seine Forschungen betrafen das Ende der Antike und die Einrichtung germanischer Königreiche, z. B. der Westgoten. Auch schrieb er über die Geschichte der Erziehung und die Sexualität im Mittelalter.
Rouche war überzeugter Katholik, der das Institut der Familie in der Diözese Paris inspirierte. Rouche gestaltete das Kolloquium 1996 in Reims zur Erinnerung an die (historisch umstrittene) Taufe von Chlodwig. Dabei hat Papst Johannes Paul II. mit Historikern, Forschern und Wissenschaftlern gesprochen.

## Schriften
- Attila, La violence nomade, Fayard 2009, ISBN 978-2-213-60777-1
- Les origines du christianisme: 30–451, Paris : Hachette supérieur, 2007
- Petite histoire du couple et de la sexualité. Société Sciences Humaines, mit Benoît de Sagazan, CLD Editeur, Neuauflage 2006.
- Auctoritas, mélanges offerts à Olivier Guillot. Cultures et Civilisations médiévales, mit Giles Constable, Presses de l’Université Paris-Sorbonne, 2006, ISBN 978-2-84050-407-8
- Les racines de l’Europe. Les sociétés du Haut Moyen Âge, 588 à 888. Fayard 2003.
- Histoire de la papauté. 2000 ans de missions et de tribulations. Éditions du Seuil, collection Points/Histoire, mit Yves-Marie Hilaire, Michel Perrin et Francis Rapp, 2003.
- Le Moyen Âge en Occident. Des barbares à la Renaissance, mit Michel Balard und Jean-Philippe Genet. Hachette Éducation, collection Histoire Université, réédition 2003.
- Le choc des cultures. Romanité, germanité, chrétienté durant le haut Moyen Âge. Collection Histoire Et Civilisations, Presses Universitaires du Septentrion, 2003.
- Charlemagne. Rome chez les Francs, mit Eric Vanneufville, France-Empire, 2000.
- Mariage et sexualité au Moyen Âge. Accord ou crise ? Colloque international de Conques. Collection Cultures Et Civilisations médiévales, Presses Université Paris-Sorbonne, 2000.
- (Hrsg.): Clovis. Histoire et mémoire. Actes du Colloque International d’Histoire de Reims. Zwei Bände. Presses de l’Université de Paris-Sorbonne, Paris 1997, ISBN 2-84050-079-5.
- Clovis, suivi de vingt en un documents traduits et commentés. Fayard, Paris 1996. (zuletzt 2013) ISBN 978-2-8185-0316-4
- Histoire générale de l’enseignement et de l’éducation en France. Bd. 1 : Des origines à la renaissance, Nouvelle Librairie de France, 1981.
- L’Aquitaine des Wisigoths aux Arabes 418–781 : naissance d’une région. Paris, EHESS-Jean Touzot, 1979.
- L’Europe au Moyen Âge, Documents expliqués, mit Charles-M. de La Roncière und Robert Delort. Paris, Armand Colin, mehrere Neuausgaben seit 1969.